# باب الكبد
باب الكبد أو شق الكبد المستعرض (باللاتينية: porta hepatis
) هو عبارة عن شق عميق طوله 5 سم، يمتد بشكل مستعرض تحت الجزء الأيسر من فص الكبد الأيمن إلى السطح الخلفي للكبد منه إلى الحد الأمامي.

## الوظيفة
ينقل باب الكبد المكونات التالية: (قناة، شريان ووريد )
- الوريد البابي (داخل إلى الكبد)
- شريان كبدي مخصوص (داخل إلى الكبد)
- قناة كبدية (خارجة من الكبد)

يوجد في المقدمة وعلى اليمين القناة الكبدية وعلى اليسار الشريان الكبدي، وفي الخلف وبين الشريان والقناة الكبدية يوجد الوريد البابي.
كما يمر عبرها مجموعة من الأعصاب ومكونات من الجهاز اللمفي.
- الأعصاب الودية - تعمل كأعصاب ناقلة لإشارات الألم من الكبد والمرارة إلى المخ. وقد يكون الألم محسوساً على مستوى نهاية عظمة الكتف السفلية في الجهة اليمنى.

## وصلات خارجية
- درسٌ تشريحي حول liver مُعدٌ بواسطة ويسلي نورمان (جامعة جورجتاون).
- صور تشريحية:38:12-0107 في مركز داونستيت الطبي التابع لجامعة نيويورك - "Stomach, Spleen and Liver: The Visceral Surface of the Liver"